# Asheville-Weaverville Speedway
De Asheville-Weaverville Speedway was een racecircuit met een onverhard wegdek gelegen in Weaverville, North Carolina. Het was een ovaal circuit van 0,5 mijl of 800 meter in lengte.
Tussen 1951 en 1969 werd het circuit gebruikt voor wedstrijden uit de NASCAR Grand National Series met de Western North Carolina 500 en de Fireball 300. Rex White is met vijf overwinningen recordhouder op het circuit. Bobby Isaac won in 1969 de laatste twee Grand National races die op het circuit gehouden werden.

## Winnaars op het circuit
Winnaars op het circuit uit de Grand National Series.
| Jaar | Winnaar          | Auto       |
| ---- | ---------------- | ---------- |
| 1951 | Fonty Flock      | Oldsmobile |
| 1952 | Bob Flock        | Hudson     |
| 1953 | Fonty Flock      | Hudson     |
| 1954 | Herb Thomas      | Hudson     |
| 1955 | Tim Flock        | Chrysler   |
| 1956 | Lee Petty        | Dodge      |
| 1957 | Buck Baker       | Chevrolet  |
| 1957 | Lee Petty        | Oldsmobile |
| 1958 | Rex White        | Chevrolet  |
| 1958 | Fireball Roberts | Chevrolet  |
| 1959 | Rex White        | Chevrolet  |
| 1959 | Bob Welborn      | Chevrolet  |
| 1959 | Lee Petty        | Plymouth   |
| 1960 | Lee Petty        | Plymouth   |
| 1960 | Rex White        | Chevrolet  |
| 1961 | Rex White        | Chevrolet  |
| 1961 | Junior Johnson   | Pontiac    |
| 1962 | Rex White        | Chevrolet  |
| 1962 | Joe Weatherly    | Pontiac    |
| 1962 | Jim Paschal      | Plymouth   |
| 1963 | Richard Petty    | Plymouth   |
| 1963 | Fred Lorenzen    | Ford       |
| 1964 | Marvin Panch     | Ford       |
| 1964 | Ned Jarrett      | Ford       |
| 1965 | Ned Jarrett      | Ford       |
| 1965 | Richard Petty    | Plymouth   |
| 1966 | Richard Petty    | Plymouth   |
| 1966 | Darel Dieringer  | Mercury    |
| 1967 | Richard Petty    | Plymouth   |
| 1967 | Bobby Allison    | Ford       |
| 1968 | David Pearson    | Ford       |
| 1968 | David Pearson    | Ford       |
| 1969 | Bobby Isaac      | Dodge      |
| 1969 | Bobby Isaac      | Dodge      |